# 長老區 (烏克蘭)
長老區（羅馬化：Starostynskyi okruh）是烏克蘭的一種行政單位位劃分，是市鎮以下的非必要分區。